# 용해 완충액
용해 완충액(Lysis buffer, 라이시스 버퍼)는 세포 화합물 (예 : 웨스턴 블랏(western blot))을 분석하는 분자 생물학 실험에 사용하기 위해 개방형 세포를 파괴할 때 사용되는 완충액이다. 대부분의 용해 완충액은 용해물의 산도 및 삼투압을 조절하기 위해 염 (예 : Tris-HCl 또는 EDTA)을 함유한다. 때로는 세제 (예 : Triton X-100 또는 SDS)를 첨가하여 막 구조를 해체 할 수도 있다. 용해 완충액은 동물과 식물의 조직 세포 모두에서 사용할 수 있다.